# Хеброс (сорт грозде)
Хеброс е червен винен сорт грозде, селектиран във ВСИ „Васил Коларов“, гр. Пловдив, чрез кръстосване на сортовете Мискет червен и Пино ноар. Известен е и с името Хибрид IV-9/14.
Среднозреещ сорт. Лозите се отличават със силен растеж, висока родовитост и добивност. Сортът е устойчив на ниски температури и сиво гниене.
Гроздът е средно голям (128 г.), коничен или цилиндрично-коничен, с едно или две крила, много плътен. Зърната са средни (1,36 г.), закръглени, сочни, сладки, с приятен вкус, синьо-черни, обилно покрити с восъчен налеп.
Съдържа 23 % захари и 7 г./л. киселини. Сортовите вина са с високо алкохолно съдържание, с добра киселинност и екстракт.